# سونكايارفي
سونكايارفي (النطق الفنلندي: [ˈsoŋkɑˌjærʋi]؛ والمعروفة سابقًا باسم روتاكو) هي بلدية في فنلندا. تقع في منطقة سافونيا الشمالية، على بُعد 105 كيلومترات (65 ميلًا) شمال كووبيو. يبلغ عدد سكان البلدية 3,555 نسمة (31 مارس 2025)، و تغطي مساحة قدرها 1,576.78 كيلومترًا مربعًا (608.80 ميلًا مربعًا)، منها 110.86 كيلومترًا مربعًا (42.80 ميلًا مربعًا) تغطيها المياه. و تبلغ الكثافة السكانية 2.43 نسمة لكل كيلومتر مربع (6.3 نسمة/ميل مربع). البلدية أحادية اللغة.
استُوحي شعار سونكايارفي من طواحين المياه العديدة في المنطقة، و التي تُشير إليها صورة العجلة المائية، و من زراعة الحرق القديمة التي تُشير إليها النيران المُشتعلة فوق العجلة. صمّم الشعار أهتي هامار، و وافق عليه مجلس بلدية سونكايارفي في اجتماعه المنعقد في 15 يوليو/تموز 1954. و وافقت وزارة الداخلية على استخدامه في 15 أكتوبر/تشرين الأول من العام نفسه.

## الجغرافيا
البلديات المجاورة هي إيسلمي، كايآني، لابينلاتي، راوتافارا، سوتكامو و فييريما.
طبيعة
هناك 204 بحيرة في منطقة سونكايارفي. و أكبرها هي لاكاجارفي و ساليفا و كيلتوانيارفي.
هناك مشاهد طبيعية فريدة من نوعها في بلدية سونكاجارفي، على سبيل المثال أقصى شمال فنلندا الموائل المؤكدة بشكل موثوق للجير البري صغير الأوراق (تيليا كورداتا) بالقرب من بحيرة كانغاسلامبي، 63° 45′ شمالاً و بالقرب من تلة سالميسنماكي، 63° 43′ 42 بوصة شمالًا.

## التاريخ
تأسست البلدية عام 1922. قبل ذلك كان سونكايارفي جزءًا من بلدية إيسالمي الريفية.

## مسابقة حمل الزوجة
اكتسبت سونكايارفي شهرة عالمية بفضل رياضة حمل الزوجات البديلة (بالفنلندية: eukonkanto أو akankanto). يعود تاريخ أول بطولة عالمية لحمل الزوجات إلى عام 1994، ولكن إنشاء المسابقة، بصرف النظر عن جوانبها الفكاهية، له جذور عميقة في التاريخ المحلي. في أواخر القرن التاسع عشر، كان هناك في المنطقة لص يُدعى روسفو-رونكاينن، والذي يُقال إنه لم يقبل في قواته سوى الرجال الذين أثبتوا جدارتهم في مسار صعب. في تلك الأيام، كان من الشائع أيضًا سرقة النساء من القرى المجاورة.
في مسابقة حمل الزوجات، يتكون كل فريق من عضو واحد من الذكور وعضوة واحدة من الإناث، و الهدف هو أن يحمل الذكر الأنثى عبر مسار حواجز خاص. القواعد الأساسية هي أن تكون المرأة أكبر من 17 عامًا وأن يكون وزنها 49 كيلوغرامًا (108 رطل) على الأقل. إذا كان وزنها أقل من ذلك، فيجب أن تُحمّل بحقيبة ظهر ثقيلة بحيث لا يقل الوزن الإجمالي الذي يحمله الرجل عن 49 كيلوغرامًا. المعدات الوحيدة المسموح بها هي حزام يرتديه الحامل وخوذة يرتديها الشخص الذي يحمله. يبلغ طول مضمار سونكايارفي المُستخدم سنويًا لبطولة العالم 253.5 مترًا (832 قدمًا).